# Ecologia de comunidades

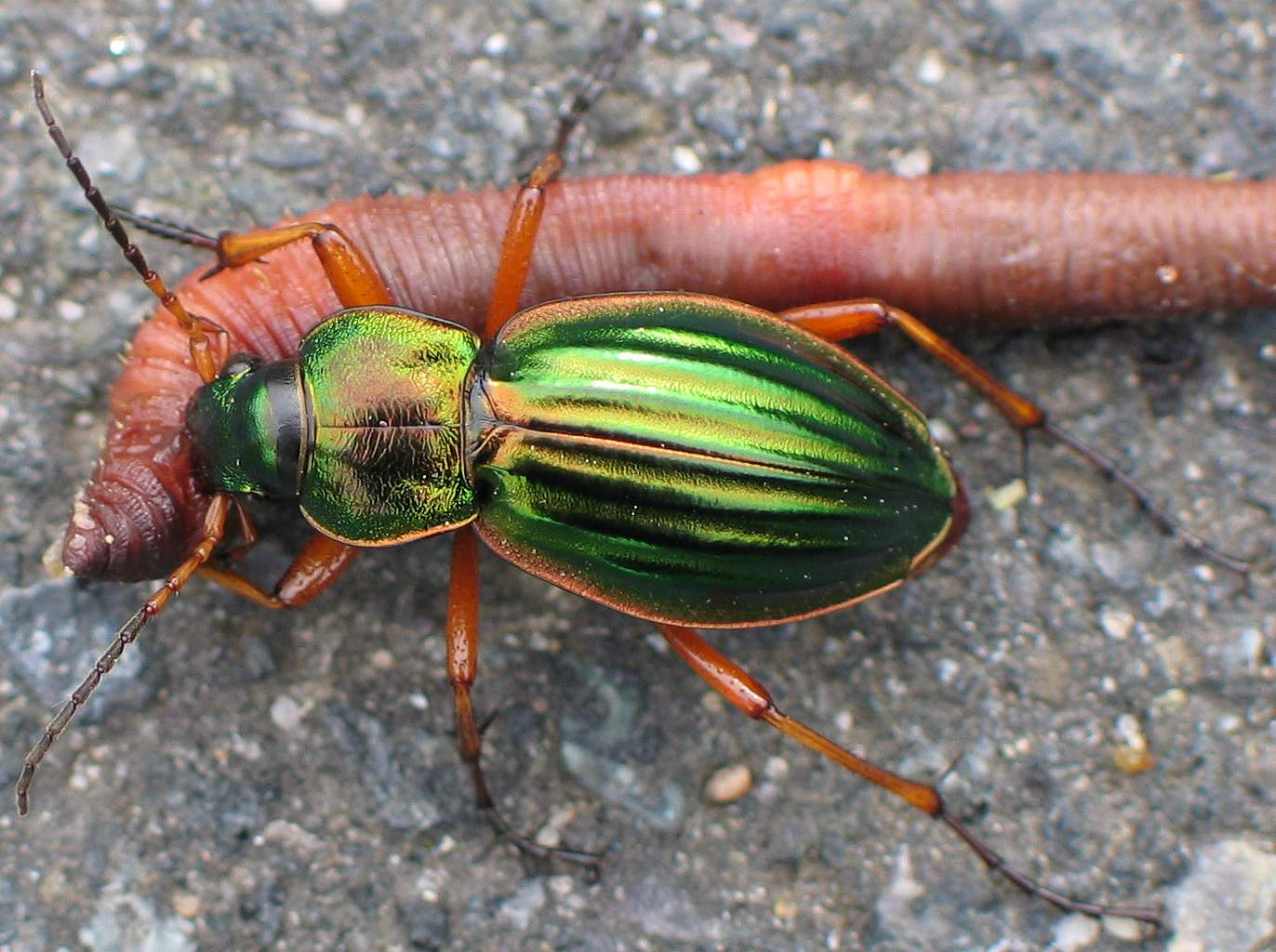
Interações interespecíficas como a predação são elementos-chave na sinecologia.

Ecologia das comunidades, ou sinecologia, é um ramo da ecologia que estuda as interações das espécies em comunidades, em diferentes escalas espaciais e temporais, incluindo a distribuição, estrutura, abundância, demografia e interações entre populações de espécies coexistentes e das suas respectivas comunidades. 
A biosfera é compartilhada por muitos organismos conectados reciprocamente por meio de interações, formando um complexo frequentemente denominado de comunidade biológica. As inter-relações nas comunidades governam o fluxo de energia e a reciclagem de alimentos no ecossistema. Eles também influenciam os processos populacionais e, ao fazer isso, determinam a abundância relativa de cada espécie.

## Estrutura da comunidade
O conceito de organização comunitária pode ser abordado a partir de diferentes perspectivas teóricas. Duas das principais teorias, a Teoria holística e a Teoria individualista, predizem padrões diferentes de distribuição de espécies ao longo de gradientes ecológicos e geográficos. 
Conforme a abordagem holística, as espécies que pertencem a uma comunidade estão intimamente associadas entre si, e que existem limites bem definidos na distribuição da comunidade. Os ecólogos chamam este conceito de organização comunidade fechada. Do ponto da teoria individualista, cada espécie está distribuída independentemente de outras que coexistem com ela numa associação particular. Tal comunidade aberta não tem fronteiras, portanto, seus limites são arbitrários em relação às distribuições geográficas e ecológicas de suas espécies membro, que podem estender suas abrangências independentemente, para dentro de outras associações. Ainda, foi desenvolvida uma terceira teoria, a Teoria Neutra, que visa unificar essas duas teorias.

### Teoria Holística
A teoria holística, proposta por Frederic Clements, introduz o conceito de comunidade fechada. Isto é, comunidades são como “superorganismos”, com limites bem definidos. Clements, ao estudar florestas norte-americanas, observou que florestas de pinheiros de lugares úmidos diferem das florestas de arbustos em campos mais secos. Deste modo, as fronteiras entre essas comunidades distintas tornam-se visíveis. 
Em algumas comunidades, as fronteiras podem ser mais abruptas, onde existe uma transição evidente entre elas. Essas áreas de transição são conhecidas como ecótonos.
Este conceito da comunidade, o “superorganismo”, remete ao conceito holístico, que parte do pressuposto de que um indivíduo é interdependente na comunidade. Cada organismo exerce a sua função, de modo que se assemelham a um órgão em relação ao sistema onde este está inserido.
Assim, na comunidade fechada ou holística, há um limite entre as comunidades, de modo que esta passa a ser regulada pelas interações entre os indivíduos. Sendo assim, o que determina a distribuição de uma espécie é o gradiente do recurso, que inclui fatores químicos, físicos e biológicos.

### Teoria Individualista
Em contrapartida, à teoria de Clements, o botânico Henry Allan Gleason (1882–1975) partiu do pressuposto de que cada espécie em uma comunidade é distribuída independentemente de outras, e por isso pode existir tanto em ambientes frios quanto quentes. Por isso, dizemos ser capaz de se adaptar ao ambiente.
Na comunidade aberta não há uma transição entre duas ou mais comunidades, e sim um continuum. As espécies interagem entre si, podendo ter uma relação harmônica (mutualismo, entre outras relações) ou desarmônica (parasitismo).

### Teoria Neutra
Stephen P. Hubbell introduziu a Teoria neutra da ecologia. Na comunidade (ou metacomunidade), as espécies são funcionalmente equivalentes e a abundância de uma população muda mediante processos demográficos estocásticos (isto é, nascimentos e mortes aleatórias). A equivalência das espécies na comunidade leva à deriva ecológica. A deriva ecológica faz com que as populações das espécies flutuem aleatoriamente enquanto o número total de indivíduos na comunidade permanece constante. Quando um indivíduo perece, há uma chance igual de cada espécie colonizar o seu espaço. Mudanças estocásticas podem causar a extinção de espécies em uma comunidade, no entanto, as chances são diminutas quando o número de indivíduos da espécie é muito grande.
As espécies podem coexistir porque são semelhantes e os recursos e as condições aplicam um filtro ao tipo de espécies que podem estar presentes na comunidade. Cada população tem o mesmo valor adaptativo (habilidades competitivas e de dispersão) e demanda de recursos. A composição local e regional representa um equilíbrio entre especiação ou dispersão (que aumentam a diversidade) e extinções aleatórias (que diminuem a diversidade).

## Ecótonos
Área de transição entre fronteiras de comunidades. Quando há uma mudança brusca de ambiente, mas também pode se estender por alguns quilômetros. Como exemplo, um ambiente aquático logo termina nas margens do rio. Em contrapartida, há um longo ecótono entre cerrado e floresta amazônica.

## Definições de comunidade
Em todo o desenvolvimento da Ecologia como ciência, o termo comunidade tem frequentemente designado um conjunto de plantas e animais que ocorrem numa determinada localidade, e dominada por uma ou mais espécies proeminentes, ou por algumas características físicas. Falamos de uma comunidade de carvalho, uma comunidade de arbustos e uma comunidade de lago, significando todas as plantas e animais encontrados num certo lugar, dominado pelo nome da espécie da comunidade. Usado desta forma, o termo não é ambíguo: uma comunidade espacialmente definida inclui todas as populações dentro de suas fronteiras. Os ecólogos têm também um conceito de comunidade que abrange as interações entre as populações que coexistem. Isto implica um uso mais funcional do que descritivo do termo.
Quanto as populações se estendem além das fronteiras arbitrariamente espaciais, ambos o conceito e a realidade da comunidade se tornam mais difíceis de definir. As migrações de aves entre regiões temperadas e tropicais conectam os diferentes conjuntos de espécies em cada área; em algumas localidades tropicais, até a metade das aves presentes durante o inverno do norte são migratórias. As salamandras, que completam seu desenvolvimento larval em curso de água e poças, mas continuam suas existências adultas nos bosques circundantes, conectam os mundos terrestre e aquático, assim como o fazem as árvores quando descartam suas folhas nas correntes, e dessa forma sustentam cadeias alimentares aquáticas baseadas em detritos.
A estrutura e o funcionamento comunitário misturam um conjunto complexo de interações, direta ou indiretamente conectando todos os membros de uma comunidade numa teia intrincada. A influência de cada população se estende a partes ecologicamente distantes da comunidade. As aves insetívoras, por exemplo, não comem plantas, mas predam com frequência os insetos que se alimentam da folhagem ou do néctar das flores.
Os efeitos ecológicos e evolutivos numa população se estendem em todas as direções através da estrutura trófica de uma comunidade por meio de sua influência nos predadores, competidores e também presas.